# Максимов, Анатолий Вадимович
Анато́лий Вади́мович Макси́мов (род. 21 июня 1961, Москва) — российский кинопродюсер, актёр, сценарист, филолог, журналист, преподаватель.

## Биография
Родился 21 июня 1961 года в Москве. В 1983 году окончил филологический факультет МГУ.
После университета преподавал русскую литературу и русский язык в физико-математической школе № 542 при Московском инженерно-физическом институте. Свободно владеет английским языком.
Печатался в журналах «Искусство кино» и «Киноведческие записки».
В 1986—1995 годах — научный сотрудник в Музее кино и Всероссийском институте искусствознания. Читал лекции во ВГИКе, на высших режиссёрских курсах.
С 1994 года работает на телевидении. Работал в программе «Матадор», а также в службе кинопрограмм РТР.
С 1995 по 2002 год — продюсер Дирекции кинопрограмм (впоследствии — Дирекции кинопоказа и кинопроизводства) телеканала ОРТ (с 2002 года — «Первый канал»), с 2002 по 2005 год — заместитель генерального директора «ОРТ/Первого канала» по кинопоказу и кинопроизводству.
Обладая запоминающимся харизматичным баритоном, с 1996 по 2007 год озвучивал многие киноанонсы «ОРТ/Первого канала», а также анонсы некоторых фильмов, которые он спродюсировал совместно с Константином Эрнстом. До 2002 года принимал участие в озвучке телетрансляций церемоний вручения наград Американской киноакадемии «Оскар» на ОРТ в паре с Григорием Либергалом. В русскоязычной версии фильма «Особо опасен» озвучивал Слоана (персонаж Моргана Фримена). В паре с Кириллом Набутовым комментировал церемонию открытия XXII Зимних Олимпийских игр в Сочи на «Первом канале» 7 февраля 2014 года.
С ноября 2005 года является советником генерального директора «ОРТ/Первого канала» Константина Эрнста. С 2007 по настоящее время является генеральным директором компании «Дирекция кино», основанной им и Джаником Файзиевым после их ухода из штата «ОРТ/Первого канала».
Читал текст от автора в фильмах «Империя под ударом», «Остановка по требованию», «Пятый угол», «Ночной дозор», «Дневной дозор», «Каникулы строгого режима».

## Фильмография
- «Зал ожидания» (1998)
- «Убойная сила» (6 сезонов) (2000—2005)
- «Воспоминания о Шерлоке Холмсе» (2000)
- «Остановка по требованию» (1 и 2 сезон) (2000—2001)
- «Империя под ударом» (2000)
- «Граница. Таёжный роман» (2000)
- «Особенности национальной охоты в зимний период» (2000)
- «Парижский антиквар» (2001)
- «Подозрение» (2001)
- «Пятый угол» (2001)
- «Таежный роман» (киноверсия) (2001)
- «Следствие ведут ЗнаТоКи. Десять лет спустя» (2002)
- «Азазель» (2002)
- «Спецназ» (1 и 2 сезон) (2002—2003)
- «По ту сторону волков» (2002)
- «Участок» (2003)
- «72 метра» (2004)
- «Ночной дозор» (2004)
- «Диверсант» (2004)
- «Узкий мост» (2004)
- «Потерявшие солнце» (2004)
- «Турецкий гамбит» (2005)
- «Брежнев» (2005)
- «Гибель империи» (2005)
- «Адъютанты любви» (2005—2006)
- «Охота на изюбря» (2005)
- «Есенин» (2005)
- «Дневной дозор» (2005)
- «Грозовые ворота» (2006)
- «Казароза» (2005)
- «Заколдованный участок» (2006)
- «Тихий Дон» (2006)
- «Турецкий гамбит» (сериал) (2006)
- «На пути к сердцу» (2007)
- «Ленинград» (2007)
- «Диверсант. Конец войны» (2007)
- «Ирония судьбы. Продолжение» (2007)
- «Снежный ангел» (2007)
- «Громовы. Дом надежды» (2007)
- «Адмиралъ» (2008)[16]
- «Трудно быть мачо» (2008)
- «Анна Каренина» (2009)
- «Дом на Озёрной» (2009)
- «Каникулы строгого режима» (2009, 2010) (фильм и телесериал)
- «Десантура» (2009)
- «Адмиралъ» (сериал) (2009)
- «Исчезнувшие» (2009)
- «Любовь под прикрытием» (2010)
- «Посадной» (2010)
- «Высоцкий. Спасибо, что живой» (2011)
- «Лето волков» (2011)
- «Опережая выстрел» (2012)
- «Исключения из правил» (2012)
- «Высоцкий. Четыре часа настоящей жизни» (2012)
- «Курьер из „Рая“» (2013)
- «Третья мировая» (2013)
- «Уходящая натура» (2014)
- «Викинг» (2016)
- «Безопасность» (2017)
- «Пурга» (2017)
- «Союз спасения» (2019)
- «Союз Спасения. Время гнева» (2022)
- «Любовь Советского Союза» (2024)
- «История любви Советского Союза» (2025)
- «Август» (2025)

## Награды и премии
- Орден Почёта (27 ноября 2006 года) — за большой вклад в развитие отечественного телерадиовещания и многолетнюю плодотворную деятельность[17]
- ТЭФИ (2001) — «Лучший продюсер»[18]